# Alessandra Rosaldo
Alessandra Rosaldo  (Mexikóváros, Mexikó, 1971. szeptember 23. –) mexikói színésznő, énekesnő és műsorvezető.

## Élete
Első telenovellaszerepét 1999-ben kapta a DKDA: Sueños de juventud című telenovellában. 2001-ben a Saloméban kapta meg Karla Montesino szerepét.
2004-ben az Amarte es mi pecado című sorozatban kapott mellékszerepet, majd 2005-ben megkapta a Sueños y caramelos főszerepét.
2011-ben a Ni contigo ni sin ti című telenovellában Julia Mistral szerepét játszotta.

## Filmográfia

### Telenovellák
| Év   | Cím                      | Szerep                  | Megjegyzés                      |
| ---- | ------------------------ | ----------------------- | ------------------------------- |
| 2012 | Por ella soy Eva         | Hercegnő                | Vendégszereplpő                 |
| 2011 | Ni contigo ni sin ti     | Julia Mistral           | Főszereplő                      |
| 2005 | Sueños y caramelos       | Fátima                  | Főszereplő                      |
| 2004 | Amarte es mi pecado      | Paulina Almazán         | Mellékszereplő                  |
| 2001 | Salomé                   | Karla Montesino Cansino | Mellékszereplő                  |
| 2001 | Aventuras en el tiempo   | La Flor                 | Vendégszereplő                  |
| 1999 | DKDA: Sueños de juventud | Brenda Sakal            | Mellékszereplő/Negatív szereplő |

### Film
| Év   | Cím                        | Szerep |
| ---- | -------------------------- | ------ |
| 2013 | No se aceptan devoluciones | Renée  |

## Diszkográfia
- 1993 Sentidos Opuestos
- 1994 Al Sol que más Calienta
- 1996 Viviendo del Futuro
- 1998 Viento a Favor
- 1999 Toy Story Soundtrack
- 2000 Moviemiento Perpetuo
- 2000 DKDA soundtrack Album
- 2001 En Vivo
- 2002 Aler Ego
- 2003 Greatest Hits
- 2004 Alter Ego
- 2005 Sueños y Caramelos Banda Sonora de la Telenovela
- 2006 Rompecorazones
- 2009 Alessandra
- 2010 Breathless
- 2012 Zona Preferente